# Courtney Willis
Courtney Willis (Fayetteville, 18 marzo 1982) è un'ex cestista statunitense.

## Carriera
Ala-centro di 188 cm, ha giocato in Serie A1 con Umbertide.
Ha trovato il primo contratto da professionista in Europa con la compagine greca dell'Asteras.